# Erik Nymansson
Nils Erik Fredrik Nymansson, född  4 december 1960, är en svensk jurist och ämbetsman.
Nymansson blev juris kandidat vid Uppsala universitet 1988 och genomförde tingstjänstgöring i Enköpings tingsrätt 1988–1990. Han förordnades till hovrättsassessor i Svea hovrätt 1994, anställdes 1995 som utredningssekreterare och började arbeta vid rättssekretariatet i Finansdepartementet 1996 och utnämndes där till kansliråd 2000 och till departementsråd och biträdande enhetschef 2002. Han var expeditions- och rättschef i Finansdepartementet under åren 2008–2010.
Erik Nymansson var justitieråd i Högsta förvaltningsdomstolen 2010–2021. Den 14 juni 2021 valde riksdagen Erik Nymansson till chefsjustitieombudsman, en post han tillträdde den 1 oktober 2021.